# كوينتون دايل
كوينتون دايل (بالإنجليزية: Quinton Dial)‏ هو لاعب كرة قدم أمريكية أمريكي، ولد في 21 يوليو 1990 في أندالوسيا في الولايات المتحدة.

## وصلات خارجية
- كوينتون دايل على موقع مرجع كرة القدم المحترفة.كوم (الإنجليزية)
- كوينتون دايل على موقع كلية كرة القدم في سبورتس رفرنس.كوم (الإنجليزية)